# Filarien
Die Filarien (Filarioidea, von lat. filum, „Faden“) sind eine Überfamilie der Fadenwürmer (Nematoden), die die beiden Familien Filariidae und Onchocercidae umfasst. Die Arten leben endoparasitisch und einige Arten dieser Gruppen sind als Erreger von Parasitosen beim Menschen oder bei Haustieren bedeutsam, den so genannten Filariosen.

## Merkmale
Filarien sind schlanke und fadenförmige Würmer, deren Körperlänge je nach Art zwischen 2 und 50 Zentimeter schwankt. Sie haben ein abgerundetes Vorderende ohne ausgeprägte Lippen. Sie sind im Vergleich zu anderen Fadenwürmern relativ einfach gebaut. Das Ende ist bei Männchen gewunden oder J-förmig. Das Vorderende hat zwei Ringe von Papillen: der innere mit vier Lippenpapillen, der äußere mit vier Kopfpapillen, die bei einigen Vertretern aber reduziert sein können. Zwischen beiden Ringen liegen beidseitig die Amphiden. Die Mundhöhle ist klein, bei einigen Gattungen fehlt sie ganz. Der Ösophagus ist lang und bei einigen Vertretern in eine vordere muskulöse und eine hintere Drüsen-Portion untergliedert. Weder Ösophagus noch Darm haben Aussackungen.
Männchen haben zwei Hoden, von denen der vordere am Ösophagus-Darm-Übergang, der hintere nahe des Schwanzes liegt. Der Samenleiter mündet auf der Kloake. In dieser liegt ein Sack für die beiden Begattungsorgane (Spicula) und gegebenenfalls ihre Unterstützungsstruktur (Gubernaculum). Die Spicula unterscheiden sich in Größe und Form. Weibchen haben einen Eierstock am Ösophagus-Darm-Übergang, von ihm führt der Eileiter (Oviduct) zum Uterus, von dort wandern die Eier über einen Ovijektor zur Vagina und schließlich zur Vulva, die meist in der vorderen Körperhälfte liegt.
Die Larvenstadien der Filarien, die als Mikrofilarien bezeichnet werden, sind kleiner als ein Millimeter, zwischen 50 und 400 µm. Sie sind spindelförmig und können von einer Eimembran eingescheidet sein. Das Vorderende trägt meist einen Haken. Im Inneren besitzen sie mehrere Kerne und Organanlagen. Im vorderen Bereich liegt der Nervenring. Darüber hinaus sind eine Exkretionsbläschen und eine Exkretionszelle auszumachen. Zudem existiert eine G1-Zelle mit unbekannter Funktion und drei als R2–4 bezeichnete Zellen, welche sich später zum Rectum und zu Teilen des Geschlechtssystems differenzieren und die an das Analbläschen grenzen.

## Lebensweise
Die Filarien leben vor allem in Blut- und Lymphgefäßen von Wirbeltieren sowie in Bindegewebsspalten.

## Lebenszyklus
Die Filarien sind größtenteils lebendgebärend und setzen ihre Larven, die Mikrofilarien, oder embryonierte Eier direkt in die Gefäße oder Gewebe ab, in denen sie sich aufhalten. Sie erscheinen in der Haut oder im Blut, von wo sie von blutsaugenden Insekten wie Mücken- oder Bremsen aufgenommen, die als Zwischenwirt und Vektor wirken. In diesen entwickeln sie sich vom ersten Larvenstadium zur infektiösen Larve über zwei Häutungen. Die infektiösen Larven gelangen bei einem Stich wieder zurück in einen Endwirt (u. a. Mensch) und wandern zur endgültigen Lokalisation. Die Insekten nehmen die Larven der Filarien, die Mikrofilarien, mit dem Blut ihres Wirtes auf und geben zugleich die entwickelten Filarien in das Blut- und Lymphsystem ab. Hier werden sie nach zwei weiteren Häutungen zur so genannten Adultfilarie.

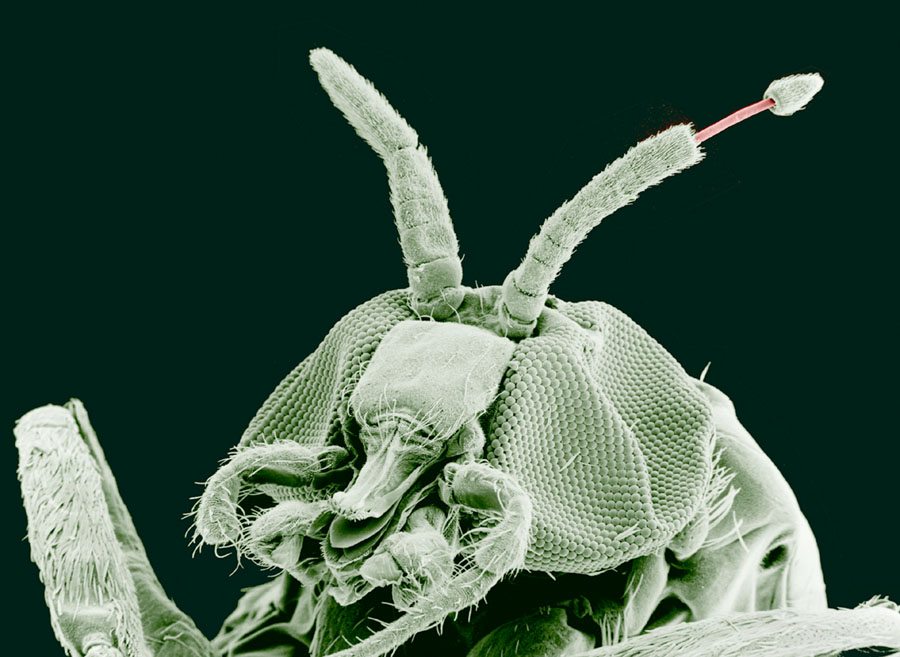
Kriebelmücke mit am linken Fühler austretender Onchocerca-Filarie

Stechmücken spielen die zentrale Rolle bei der Übertragung der Erreger der lymphatischen Filariosen. So wird Wuchereria bancrofti von Stechmücken der Gattungen Aedes und Culex übertragen, Brugia malayi von Arten der Gattungen Anopheles und Mansonia. Vektoren der Loiasis sind Bremsen der Gattung Chrysops, und Onchocercas volvulus wird nur von einzelnen Arten der Kriebelmücken der Gattung Simulium übertragen. Bei tierpathogenen Filarien können zudem blutsaugende Milben oder Zecken eine Rolle spielen, etwa bei Litomosoides carinii, der Ratten befällt.

## Filariosen
Als Filariosen werden verschiedene Erkrankungen benannt, die auf die Infektion mit Filarien zurückgehen. Sie gehören entsprechend zu den Wurmerkrankungen. Filariosen manifestieren sich artabhängig vor allem im Lymphgefäßsystem oder im oberflächlichen wie auch tieferen Bindegewebe. Filariosen werden entsprechend den unterschiedlichen Lebensweisen der Filarien und der damit zusammenhängenden Krankheitssymptome unterschieden.
Als Filariosen im eigentlichen Sinne betrachtet werden lymphatischen Formen, ausgelöst durch im Lymphgefäßsystem lebende Arten. Sie werden vor allem durch die Filarien Wuchereria bancrofti, Brugia malayi und Brugia timori ausgelöst.

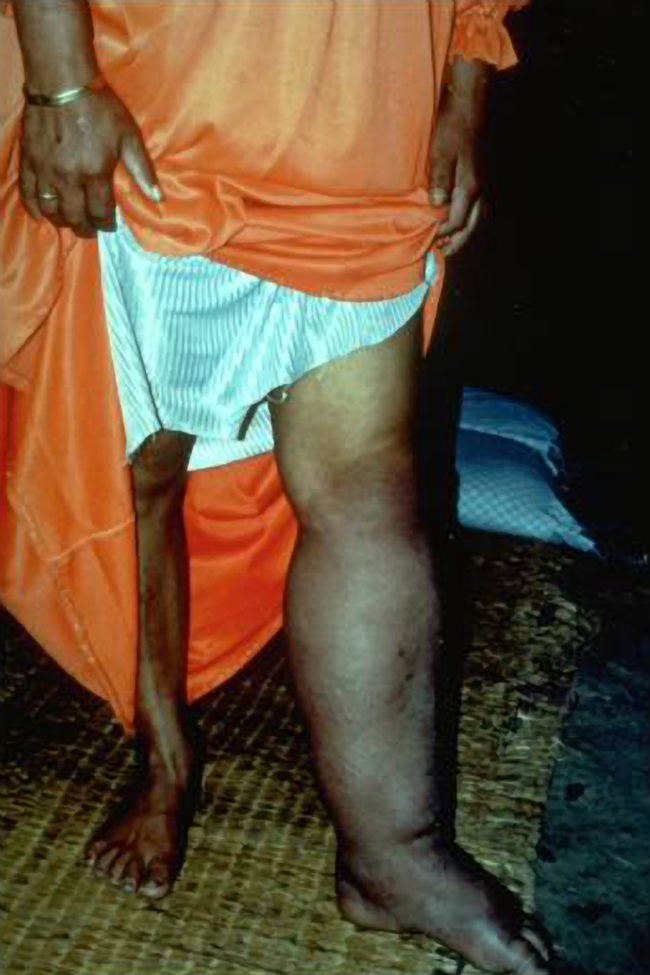
Elephantiasis des Beines, ausgelöst durch Mikrofilarien
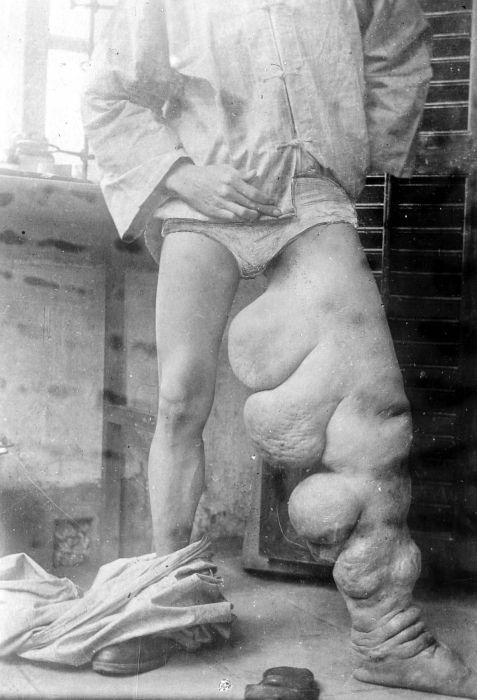
Elephantiasis des Beines, ausgelöst durch Mikrofilarien
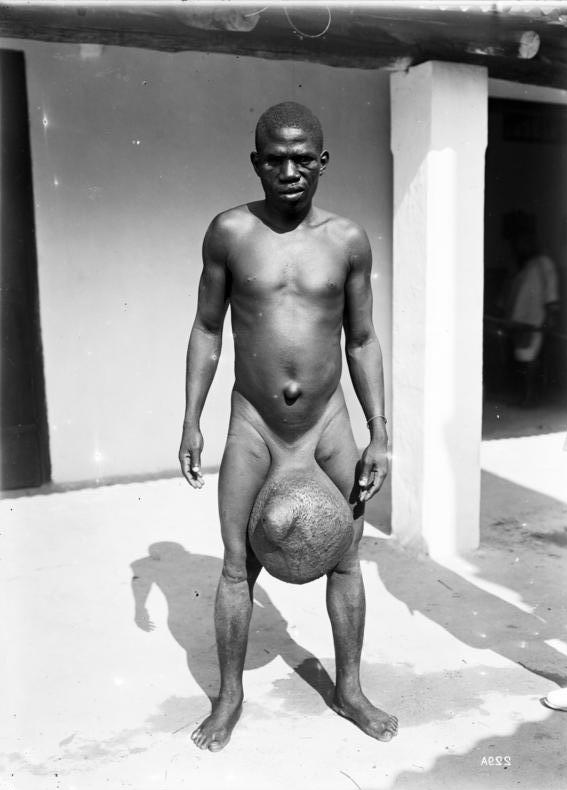
Mann mit Genitalelephantiasis, 1906

Eine weitere Filariose ist die Loiasis der tropischen Regenwaldgebiete Afrikas, die durch Loa loa ausgelöst wird. Anders als bei den lymphatischen Filariosen wandern die Filarien im Unterhautzellgewebe (Wanderfilarie), im Bindegewebe unter der Haut sowie unterhalb der Bindehaut des Auges (subkonjunktival). Kommt Loa loa im Auge vor, wird er als „Augenwurm“ bezeichnet.
Die Onchozerkose, auch bekannt als Knotenfilariose, wird durch eine Infektion mit Onchocercas volvulus ausgelöst. Wie bei der Loiasis leben die adulten Würmer auch bei dieser Infektion im Unterhautbindegewebe. Sie wandern jedoch nicht, sondern bleiben lokal in Knoten und geben ihre Larven in das angrenzende Bindegewebe ab. Die Larven zerstören hier die elastischen Fasern und führen zu chronischem Juckreiz, Hautentzündungen (Dermatitis), Lichenifikation, Atrophie der betroffenen Gewebe, Depigmentation der Haut sowie Loslösung von Hautfalten im Bindegewebe (Presbydermie). In den Epidemiegebieten kommt es durch Befall der Augen mit den Mikrofilarien in bis zu 10 % der Infektionsfälle zu einer Erblindung, die als Flussblindheit bekannt ist.

### Krankheitserreger des Menschen
- Wuchereria bancrofti – Überträger: Stechmücken / Culiciden
- Brugia malayi – Überträger: Stechmücken / Culiciden
- Brugia timori – Überträger: Anopheles barbirostris
- Loa loa – Überträger: Bremsen / Tabanidae
- Mansonella sp.
- Onchocerca volvulus – Überträger: Kriebelmücken (Simulium damnosum und andere)

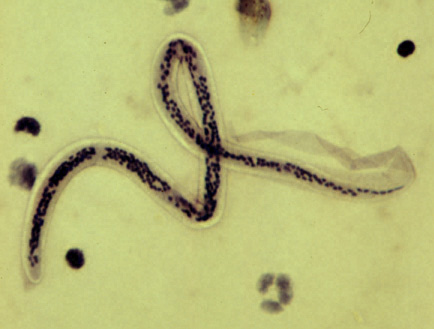
Wuchereria bancrofti
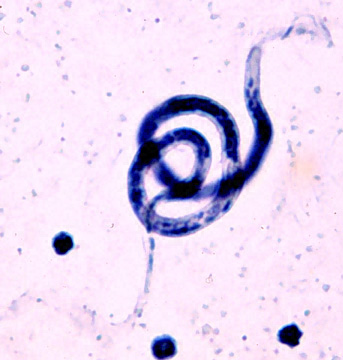
Brugia malayi
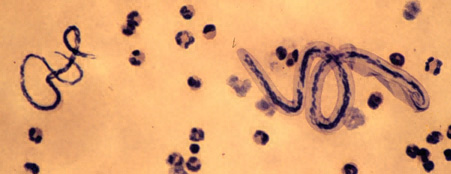
Mikrofilarie von Loa loa (rechts) und Mansonella perstans (links) im selben Blutausstrich
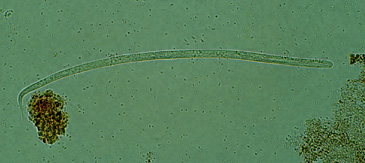
Onchocerca volvulus

### Krankheitserreger von Nutz/Haustieren (Auswahl)
- Herzwurm (Dirofilaria immitis) bei Hunden und Katzen – Überträger: verschiedene Stechmücken
- Dirofilaria repens bei Hunden – Überträger: verschiedene Stechmücken
- Onchocerca tubingensis
- Paradfilaria multipapillosa bei Pferden („Sommerbluten“)

## Systematik
In der aktuellen Systematik von Mike Hodda werden die Filarien in zwei Familien, sieben Unterfamilien und 105 Gattungen gegliedert:
- Familie Filariidae Weinland, 1858 (Cobbold, 1879)
  - Filariinae Weinland, 1858
  - Stephanofilariinae Wehr, 1935
- Familie Onchocercidae Leiper, 1911 (Chabaud & Anderson, 1959)
  - Lemdaninae Seurat, 1917
  - Oswaldofilariinae Chabaud & Chocquet, 1953
  - Onchocercinae Lieper, 1911
  - Setariinae Yorke & Maplestone, 1926
  - Splendidofilariinae Chabaud & Choquet, 1953

## Belege
1. ↑  MeSH Library of Medicine - Medical Subject Headings. Filarioidea Filarien
2. ↑  www.ncbi.nlm.nih.gov. Abgerufen am 21. Mai 2009.
3. 1 2 3  Gerhard Hartwich: Stamm Nemathelminthes oder Aschelminthes - Schlauchwürmer. Urania Tierreich, Band Wirbellose Tiere 1, Urania Verlag Berlin 2000; S. 353 ff., ISBN 3-332-01174-X
4. 1 2 3  Juliana Notarnicola: Filarioidea Weinland, 1858 (Superfamily). In: S. L. Gardner and S. A. Gardner (Hrsg.): Concepts in Animal Parasitology. Zea Books, Lincoln, Nebraska, United States, 2024, S. 640.
5. 1 2 3  Stichwort „Filariose“ in Pschyrembel Wörterbuch Sexualität. Walter de Gruyter, Berlin 2006; S. 473, ISBN 3-11-016965-7.
6. ↑  Stichwort „Filariasis“ in Heinz Mehlhorn (Hrsg.): Encyclopedic Reference of Parasitology. Biology, Structure, Function Springer Verlag, Berlin, Heidelberg, New York 2001, ISBN 3-540-66239-1.
7. ↑  Stichwort „Loiasis“ in Pschyrembel Wörterbuch Sexualität. Walter de Gruyter, Berlin 2006; S. 893–894, ISBN 3-11-016965-7.
8. 1 2  Stichwort „Ochozercose“ in Pschyrembel Wörterbuch Sexualität. Walter de Gruyter, Berlin 2006; S. 1104, ISBN 3-11-016965-7.
9. ↑  Mike Hodda: Phylum Nematoda: a classification, catalogue and index of valid genera, with a census of valid species. In: Zootaxa. 2022, Band 5114, Nummer 1, S. 1–289. doi:10.11646/zootaxa.5114.1.1.